# سراب سوره (مقاطعة دهغلان)
سراب سوره (بالفارسية: سراب سوره) هي قرية تقع في قسم ايلان الشمالي الريفي (مقاطعة دهغلان) في إيران. يقدر عدد سكانها بـ 144 نسمة بحسب إحصاء 2016.